# 길태곤
길태곤(1991년 1월 8일 ~ )은 전 한화 이글스, 삼성 라이온즈 소속의 투수이며 원래 경원중학교에 다녔다가 부산 개성중학교로 전학했고 이 과정에서 1년 유급했으며 고등학교 진학 과정에서 투수로 전향했다.

## 학력
- 이수초등학교 졸업
- 경원중학교 진학
- 개성중학교 (전학) 졸업
- 개성고등학교 졸업

## 프로 생활
2010년 삼성 2차 8라운드 60위로 입단하였다.

## 은퇴 이후
1. ↑  홍재현 (2013년 3월 4일). “김응룡 감독, 코끼리 감독의 새끼코끼리 찾기”. 스포츠동아. 2022년 6월 23일에 확인함.